# Dzwonkówka niewielka
Dzwonkówka niewielka (Entoloma solstitiale (Fr.) Noordel.) – gatunek grzybów z rodziny dzwonkówkowatych (Entolomataceae).

## Systematyka i nazewnictwo
Pozycja w klasyfikacji według Index Fungorum: Entoloma, Entolomataceae, Agaricales, Agaricomycetidae, Agaricomycetes, Agaricomycotina, Basidiomycota, Fungi.
Po raz pierwszy takson ten zdiagnozował w 1838 r. Elias Fries nadając mu nazwę Agaricus solstitialis. Obecną, uznaną przez Index Fungorum nazwę nadał mu w 1980 r. Machiel Evert Noordeloos. Synonimy:

- Agaricus solstitialis Fr. 1838
- Leptonia solstitialis (Fr.) Gillet 1876
- Leptonia solstitialis var. africana Sacc. 1917
- Leptonia solstitialis (Fr.) Gillet 1876 var. solstitialis
- Nolanea solstitialis (Fr.) P.D. Orton 1960

Nazwę polską zaproponował Władysław Wojewoda w 2003 r.

## Morfologia
Kapelusz
Średnica 1–2,4 cm, stożkowaty, z wiekiem nieznacznie rozpłaszczający się, często z ostrym garbem na środku. Brzeg początkowo lekko podgięty, potem wyprostowany. Jest higrofaniczny,. W stanie wilgotnym przeźroczysty, prążkowany do 3/4 promienia, ciemnobrązowy, czasami z ochrowym odcieniem, przy brzegu jaśniejszy. W stanie suchym bszarobrązowy lub szarawożółty, silnie promieniście włóknisty.
Blaszki
W liczbie 30–35, z międzyblaszkami (l=3–9), dość gęste, głęboko wykrojone do prawie wolnych, brzuchate, początkowo białawe, potem łososiowo-óżowe bez odcieni szarych lub brązowych. Ostrza równe, tej samej barwy.
Trzon
Wysokość 2,7–6 cm, grubość 1–2 mm, cylindryczny, czasami nieznacznie poszerzony u podstawy, początkowo pełny, potem pusty. Powierzchnia naga, błyszcząca lub z rzadkimi, przyrośniętymi włókienkami, szarawa lub brązowoczarna, wyraźnie bardziej szara niż kapelusz, na górze jaśniejsza. Podstawa biało filcowata.
Miąższ
Tej samej barwy co powierzchnia, z wyjątkiem bladej części wewnętrznej. Smak łagodny, zapach niewyraźny.
Cechy mikroskopijne
Zarodniki 7,5–9,5 × 5,5–7 μm, w widoku z boku elipsoidalne, 5–6-kątne. Podstawki 26–34 × 6,5–12 μm, 4–zarodnikowe, ze sprzążkami. Cystyd brak. Strzępki skórki kapelusza cylindryczne, o szerokości 3–9,5 μm. Strzępki skórki i górnej warstwy tramy zawierają wewnątrzkomórkowy brązowy pigment.

## Występowanie i siedlisko
Dzwonkówka niewielka znana jest tylko w niektórych krajach Europy. W literaturze naukowej na terenie Polski do 2003 r. podano tylko jedno stanowisko (Babiogórski Park Narodowy, 1979, wysokość max.805 m n.p.m.). Jej rozprzestrzenienie, częstość występowania i stopień zagrożenia w Polsce nie są znane.
Owocniki rosną na ziemi, pojedynczo lub w niewielkich grupkach na łąkach, zwłaszcza na glebie lekko kwaśnej lub obojętnej. Pojawiają się od sierpnia do października.